# 藤沢智子
藤沢 智子（ふじさわ ともこ、1958年12月16日 - ）は、日本の実業家。元・TBC Az代表取締役社長、東北放送取締役、アナウンサーであり、現在はフリーアナウンサーである。

## 人物
宮城県仙台市出身。仙台市立上杉山通小学校在学時、放送委員会に所属。その際将来はアナウンサーに就きたいにと思い始め、宮城県第二女子高等学校・大学時代には、在仙他局の番組でアシスタントを務めていた。宮城学院女子短期大学を卒業後、1979年に東北放送にアナウンサーとして入社。ラジオの昼ワイドのメインや、テレビのニュースキャスターを務めてきた。現在もラジオ番組を担当する傍ら、後進指導に当たる。名実共に、局の看板アナウンサーである。
2010年4月報道制作局アナウンス部長、2014年4月ラジオ局長兼アナウンス部長を歴任。2015年6月には取締役に選出。ラジオ局長を委嘱され、同局を担務する。2020年4月にラジオ局長の委嘱が解かれ、ラジオ局・報道制作局・番組審議会を担務する取締役に専念することとなる。
2021年4月には非常勤取締役となり、同時にグループ会社であるTBC Azの代表取締役社長に就任する。その後、取締役を退任し、TBC Azの代表取締役社長に専任となる。なお、社長就任後もラジオ番組への出演は継続していた。2024年3月をもってTBC Az代表取締役社長を退任した。
標準語ではニュアンスを伝えにくい仙台弁『いずい』を全国に広める会の会長を名乗っている。愛知万博ではAMラジオオールスターズの一員としてCD「日本まるごと!万博音頭」を出した。また東北放送のアナウンサー6人とフリーアナウンサーのロジャー大葉で結成したバンドMic Breakersでもボーカルを担当。この他、2008年12月に発売された『仙台弁かるた』でCDの読み手を担当。宣伝のため、FM仙台のAIRJAM Fridayに生出演した。
私生活では既婚であり、既に独立した子供がいる。

## 現在の担当番組

### ラジオ
- しあわせな介護（毎週日曜日）

## 過去の担当番組

### テレビ
- 現代見聞録しゅん（毎週土曜日）
  - テーマに沿って宮城県の話題・人物をクローズアップする番組、2005年3月をもって終了。
- TBCニュースウェーブ
- 朝のホットライン（宮城・山形地区リポーター）
- ビッグモーニング（中継リポーター）
- ラブリー仙台（中継リポーター）
- サタデーウオッチン!

### ラジオ
- ボリュームワイド・ともこ印
- わがまま土曜日
- きょうも大盛りラジオで元気!
- ナベ・とものチアーズランド
- JOMO童話の花束-TBC発の企画ネット番組
- 希望音楽会
- 歌のない歌謡曲（根本宣彦Good モーニング内、2010年4月- 2014年3月）
- チアーズヴォイス（2009年8月1日 - 2014年9月27日。　青森を除く、東北・新潟にネットした。）
- COLORS
- 3.11みやぎホットライン（毎週月曜日 19:00 - 19:30）
- 局名告知（オープニング、クロージングともに担当）